# José Emilio Roldán Pascual
José Emilio Roldán Pascual   (Segòvia, 19 d'agost de 1949) és un militar espanyol, Tinent General al comandament de la Unitat Militar d'Emergències des de 2008. El 26 de setembre de 2012, va cessar com a Cap de la Unitat Militar d'Emergències (UME), passant a la situació militar de "reserva".
Va ingressar en l'exèrcit al juliol de 1967. Va estar destinat al Sàhara Espanyol. Ha estat destinat a l'Estat Major de la Defensa i en la Guàrdia Reial, i va ser Director del Gabinet Tècnic del Cap de l'Estat Major de la Defensa, coronel Cap del Regiment d'Artilleria Antiaèria número 72, Cap Interí i Cap del Gabinet del Cap de l'Estat Major de l'Exèrcit de Terra i des de juliol de 2005 fins a juliol de 2008 va ser Comandant general de Balears.
En juliol de 2008 fou ascendit a tinent general i nomenat cap de la Unitat Militar d'Emergències en substitució de Fulgenci Coll Bucher, nomenat alhora Cap de l'Estat Major de l'Exèrcit de Terra. Durant el seu mandat es va integrar la Unitat en el Sistema Nacional de Protecció Civil i va col·laborar en el control de l'incendi que va assolar l'illa de La Palma l'agost de 2009. En 2014 fou condecorat amb la Medalla al Mèrit de la Protecció Civil per l'aleshores ministre de l'interior Jorge Fernández Díaz.